# Helga Schnierle
Helga Schnierle (* 1924 in Berlin; † 2015 in München) war eine deutsche Architektin.

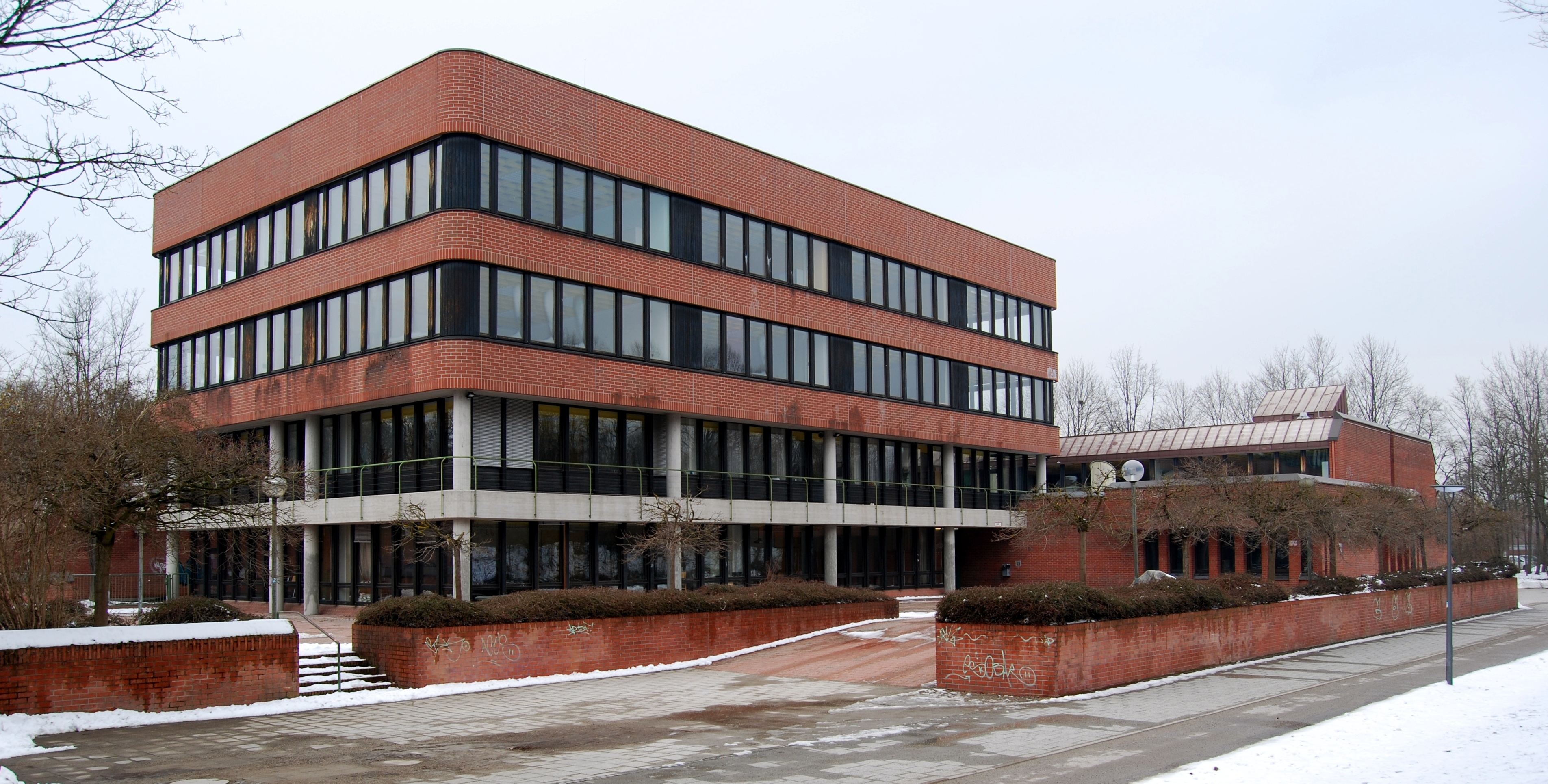
Erasmus-Grasser-Gymnasium, München

## Werdegang
Helga Schnierle (geb. Kranz) studierte von 1946 bis 1950 Architektur an der TH München und arbeitete anschließend ein Jahr bei Godehard Schwethelm. 1951 heiratete sie Adolf Schnierle, den sie während des Studiums kennenlernte. Die beiden gründeten 1953 ein Architekturbüro in München. Sie war Mitglied des Bund Deutscher Architekten. Helga Schnierle verkaufte das Haus in Obermenzing und verbrachte ihren Lebensabend in der Wohnanlage Orpheus und Eurydike in München-Schwabing.
Der Nachlass von Adolf und Helga Schnierle liegt im Architekturmuseum der Technischen Universität München.

## Bauwerke

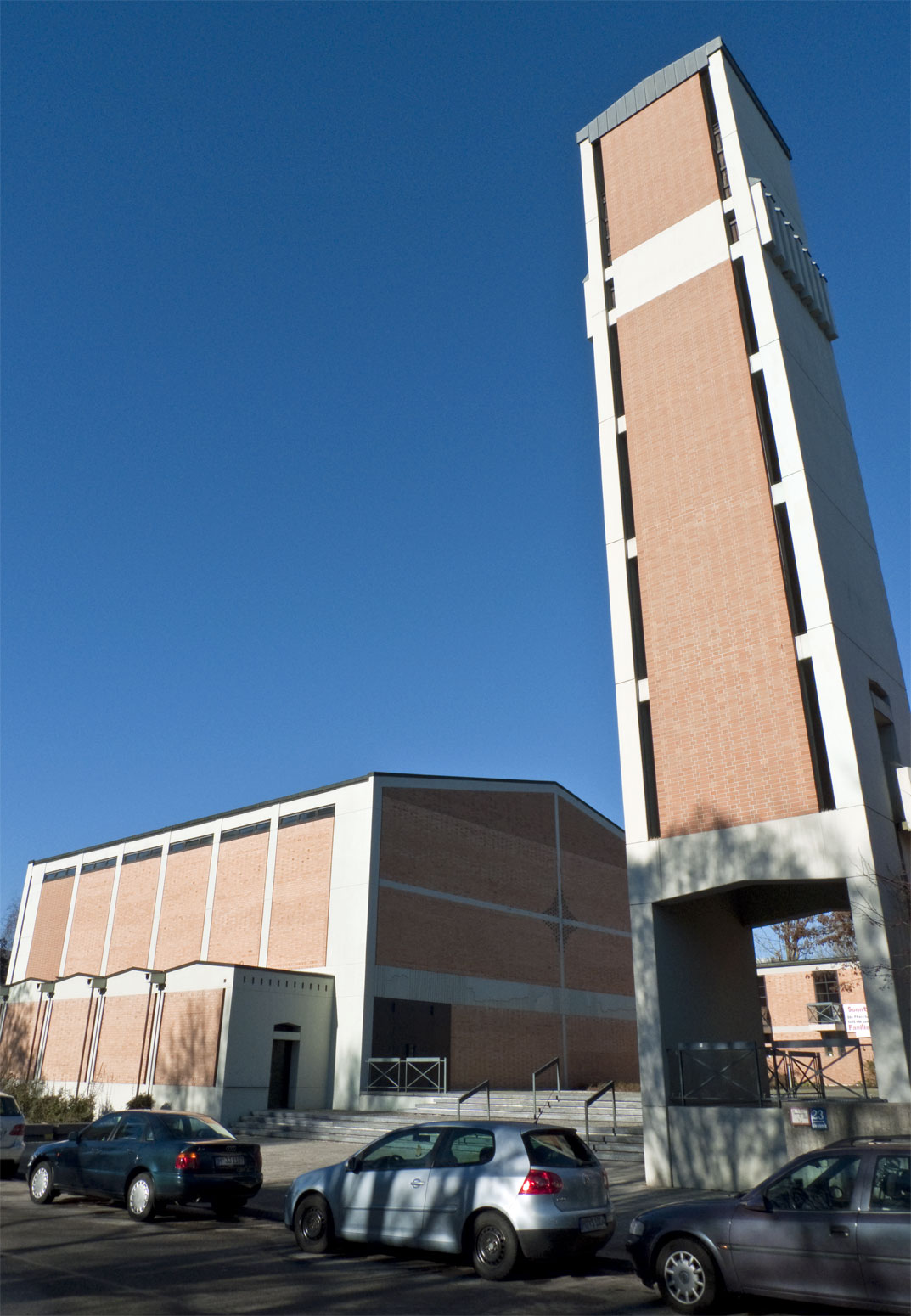
St. Johannes Evangelist, München

Als Partnerin von Adolf und Helga Schnierle:

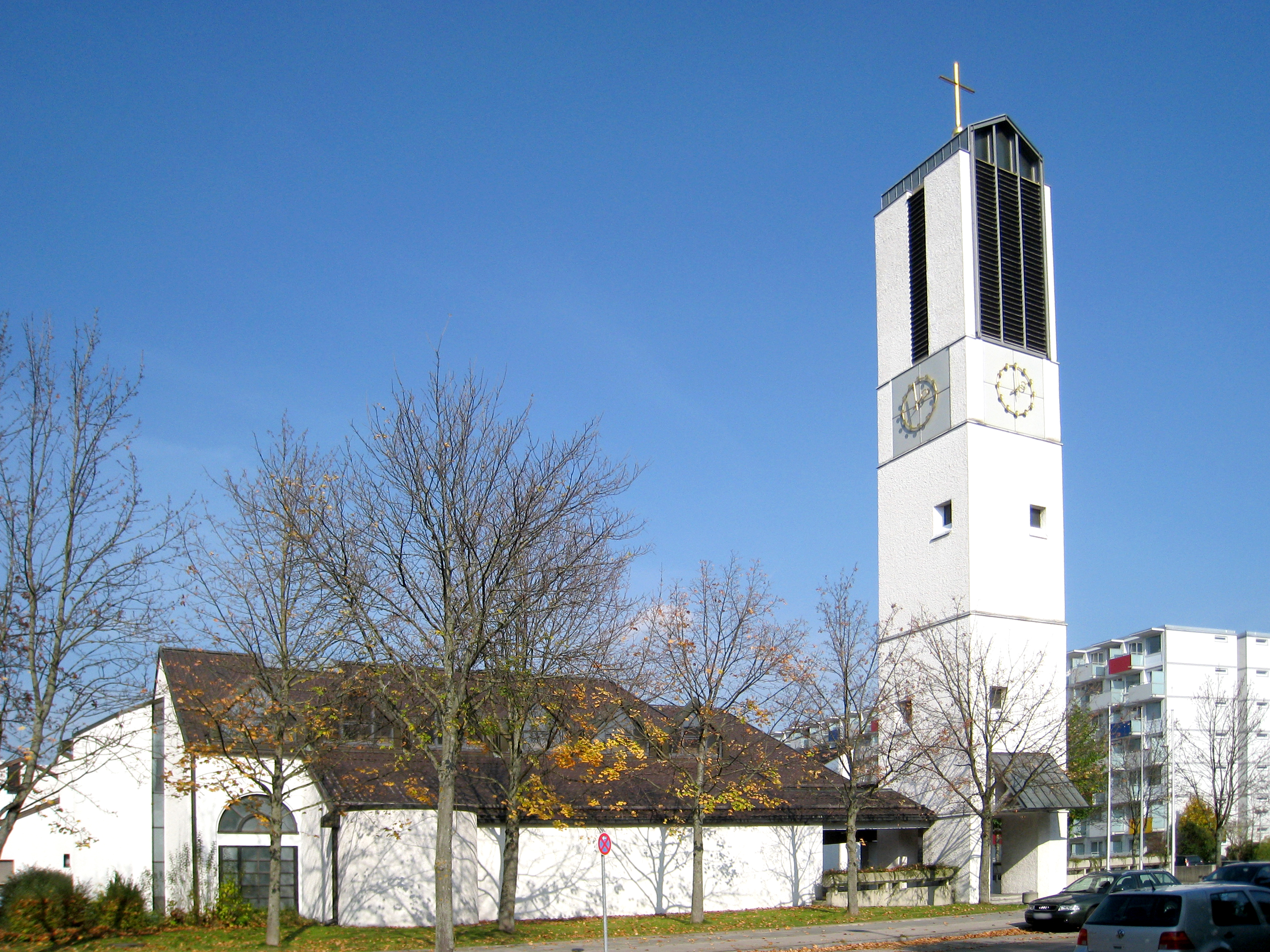
St. Rita, Bogenhausen

- 1953–1954: Kindergarten und Kinderhort am Harthof, München mit Fritz Florin
- 1953–1959: Schule am Harthof, München mit Fritz Florin (heute: Balthasar-Neumann-Realschule, erste Hallenschule in Bayern)[2][3]
- 1962–1963: Wohnhaus Pläntschweg, München-Obermenzing[4]
- 1962–1963: Wohnhaus und Büro Schnierle – Gänsebühel 11, München-Obermenzing
- 1956–1959: Schulanlage Neufriedenheim (Erasmus-Grasser-Gymnasium und Ludwigsgymnasium), München mit Fred Angerer und Landbauamt München

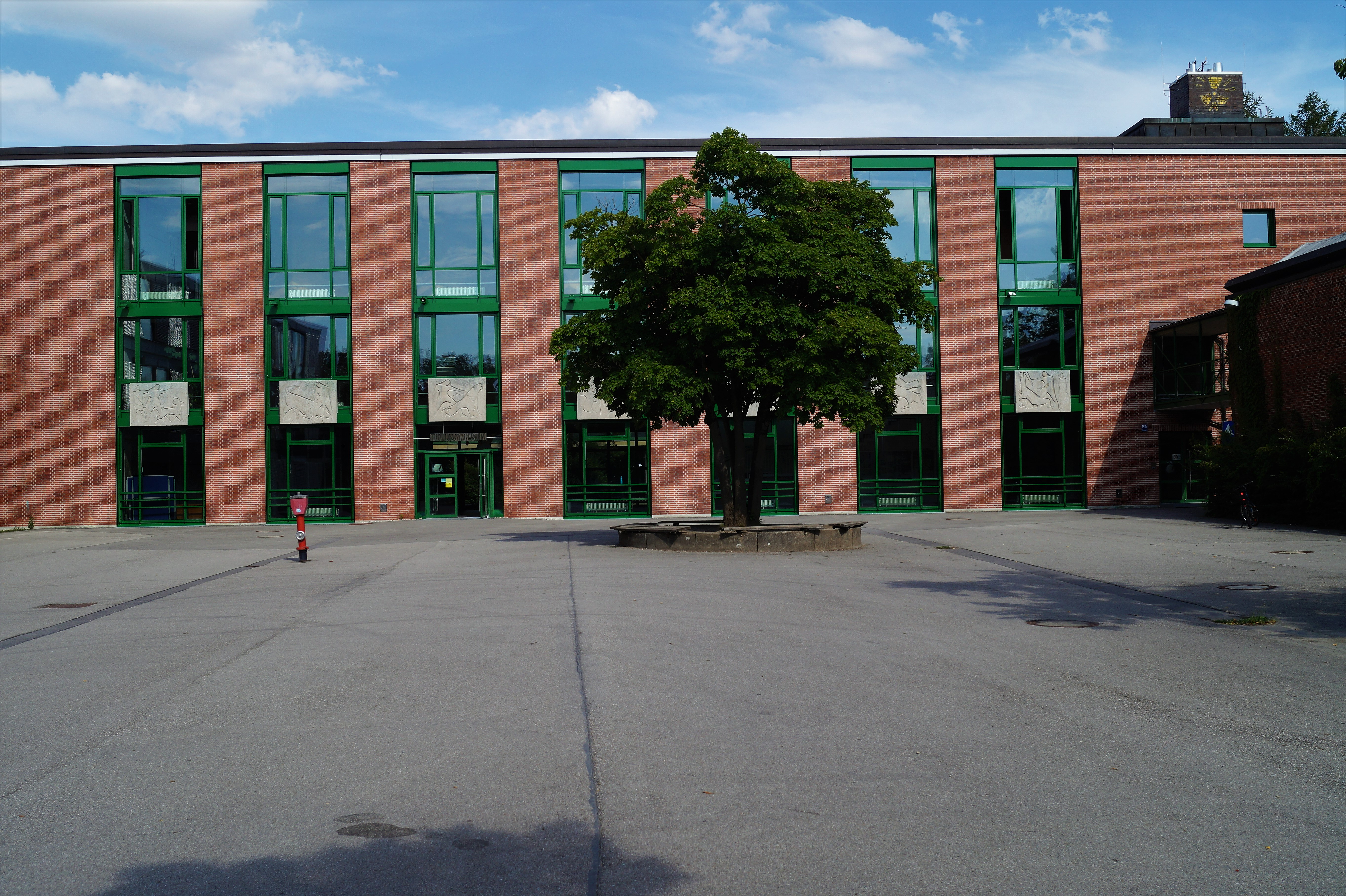
Ludwigsgymnasium, München

- 1967–1968: St. Johannes Evangelist, München[5][6][7]
- 1969–1970: Pelzhaus Rieger
- 1971–1973: Wohnanlage Reschenbachstraße, Karlsfeld[8][9]
- 1973–1976: Bundesmonopolverwaltung für Branntwein, München mit Finanzbauverwaltung München[10]
- 1974–1976: St. Johann Baptist, Ismaning[11]
- 1973–1978: Erweiterungsbau Erasmus-Grasser-Gymnasium, München
- 1974–1976: St. Johann Baptist, Ismaning[11]
- 1977–1978: Heilige Dreifaltigkeit, Schwanstetten[12]
- 1973–1983: Umbau Schloss Blutenburg und Einbau der Internationalen Jugendbibliothek[13]
- 1983–1985: St. Rita, München-Bogenhausen
- 1983–1985: Umbau Inselmühle, München-Untermenzing
- 1985–1993: St. Stephan, Putzbrunn
- unbekannt: St. Martin, Putzbrunn

## Ehrungen und Preise
- 1973: BDA-Preis Bayern für Wohnanlage, Karlsfeld[14]
- 1984: Jella-Lepman-Ehrenring für die Internationale Jugendbibliothek im Schloss Blutenburg

Folgende Bauwerke sind Baudenkmäler und sind im Bayerischen Landesamt für Denkmalpflege eingetragen.
- Kindergarten am Harthof ist Baudenkmal von Hart
- Schule am Harthof ist Baudenkmal von Hart

## Ausstellungen
- 2024: FRAUEN BAUEN MÜNCHEN, Architekturgalerie München[15]

## Bücher
- Doris Hallama, Jana Hartmann, Anna Jacob, Zora Syren (Hg.): FRAUEN BAUEN München. Distanz Verlag, Berlin 2024. ISBN 978-3-95476-708-3